# No Mercy (2001)
No Mercy (2001) foi um evento pay-per-view realizado pela World Wrestling Federation, ocorreu no dia 21 de outubro de 2001 no Savvis Center na cidade St. Louis, Missouri. Esta foi a quarta edição da cronologia do No Mercy.

## Resultados
| #                              | Lutas | Estipulação                                         | Tempo |
| ------------------------------ | --- | --------------------------------------------------- | ----- |
| Sunday Night Heat              | The APA (Faarooq e Bradshaw) derrotaram Chris Kanyon e Hugh Morrus.                                           | Tag Team match                                      | N/A   |
| Sunday Night Heat              | Billy Kidman (c) derrotou Scotty 2 Hotty                                                                      | Singles match pelo WCW Cruiserweight Championship   | N/A   |
| 1                              | The Hardy Boyz (Matt e Jeff) (c) (com Lita) derrotaram Lance Storm e The Hurricane (com Mighty Molly e Ivory) | Tag Team match pelo WCW Tag Team Championship       | 07:42 |
| 2                              | Test derrotou Kane.                                                                                           | Singles match                                       | 10:09 |
| 3                              | Torrie Wilson derrotou Stacy Keibler.                                                                         | Lingerie match                                      | 03:08 |
| 4                              | Edge derrotou Christian                                                                                       | Ladder match pelo WWF Intercontinental Championship | 22:16 |
| 5                              | The Dudley Boyz (Bubba Ray e D-Von) (c) derrotaram The Big Show e Tajiri                                      | Tag Team match pelo WWF Tag Team Championship       | 09:19 |
| 6                              | The Undertaker derrotou Booker T.                                                                             | Singles match                                       | 12:12 |
| 7                              | Chris Jericho derrotou The Rock (c)                                                                           | Singles match pelo WCW Championship                 | 23:44 |
| 8                              | Steve Austin (c) derrotou Kurt Angle e Rob Van Dam.                                                           | Triple Threat match WWF Championship                | 15:15 |
| (c) – Campeão(s) antes da luta | |                                                     |       |